# Luigi di Canossa
Pour les articles homonymes, voir Canossa (homonymie).
Luigi di Canossa, né le 20 avril 1809 à Vérone, en Vénétie (Italie) et décédé le 12 mars 1900 dans la même ville, est un prêtre italien. Jésuite pendant une dizaine d’années il est évêque de Vérone de 1861 à sa mort, et créé cardinal en 1877.

## Biographie
Fils du marquis Boniface di Canossa Luigi est né le 20 avril 1809 à Vérone, ville qui fait alors partie du royaume lombard-vénitien. Sa tante, Madeleine de Canossa, est la sainte fondatrice d’une congrégation religieuse de ‘Filles de la Charité’,  dites sœurs canossiennes.  
Dès 1831 Luigi exprime le désir d’entrer chez les Jésuites. Ce qui entraîne une longue correspondance entre le père Roothaan et son père. Ce n’est que le 25 mars 1837, à l’âge de 28 ans, qu’il fait le pas décisif et rejoint le noviciat de Rome. Luigi di Canossa est ordonné prêtre en 1841, à Modène. Il montre de grands dons pour la prédication.
En 1847, pour des raisons de santé, le père Luigi di Canossa quitte la Compagnie de Jésus. Après un séjour prolongé en famille il est incardiné dans son diocèse natal en 1852 et en devient l’évêque en août 1861, recevant la consécration épiscopale le 23 janvier 1862. A Vérone il donne son soutien total à l’œuvre missionnaire du père Daniel Comboni. Deux instituts religieux fondés par le missionnaire pour le ‘rachat des esclaves africains’ et le travail missionnaire en Afrique de l’Est sont approuvés par l’évêque de Vérone. De nombreux enfants africains rachetés sont éduqués à Vérone. 
Accompagné du même Daniel Comboni comme théologien particulier il participe au concile de Vatican I en 1869-1870. 
Six ans plus tard (1876), le pape Pie IX souhaite le promouvoir au siège archiépiscopal de Bologne devenu vacant, mais Mgr di Canossa sollicite de pouvoir rester près de son peuple de Vérone. Cependant au consistoire qui suit (12 mars 1877) il n'en est pas moins créé cardinal. L’année suivante Mgr di Canossa participe au conclave de 1878, lors duquel Léon XIII est élu pape.
Comme cardinal Mgr di Canossa est ‘protecteur’ de la congrégation religieuse fondée par sa tante, les Filles de la Charité de Canossa. Il intervient pour l’admission au noviciat de Joséphine Bakhita. C'est à Vérone - le 8 décembre 1896 – que l’ancienne esclave soudanaise (et future sainte) prononce ses premiers vœux.
La santé du cardinal-évêque de Vérone commence à décliner à partir de 1891, quand il subit un premier accident vasculaire cérébral, qui le laisse à moitié paralysé. Pour son quatre-vingt-dixième anniversaire, en 1899, des fêtes sont organisées auxquelles toute la ville participe. Mgr Luigi di Canossa  meurt à Vérone le 12 mars 1900. A son décès, il était le cardinal le plus âgé du Sacré Collège. 

## Sources
- Fiche du cardinal Luigi Di Canossa sur le site fiu.edu